# Pedro Terán
Pedro Antonio Terán Mendoza (ur. 24 lipca 1996 w Saltillo) – meksykański piłkarz występujący na pozycji środkowego obrońcy, od 2021 roku zawodnik Tecos.